# Didargylytj Urazov
Didargylytj Urazov (turkmeniska: Didargylyç Urazow), född 27 februari 1977, död 7 juni 2016 i Asjchabad, var en turkmenisk fotbollsspelare. Han spelade bland annat 
för den turkmeniska fotbollsklubben HTTU Aşgabat. Urazov spelade även för Turkmenistans fotbollslandslag.